# 克利潘市镇
56°08′N 13°08′E / 56.133°N 13.133°E
克利潘市镇（瑞典語：Klippans kommun）是瑞典南部斯科讷省的一个市镇。其治所位于克利潘。